# بدلة سنية كاملة

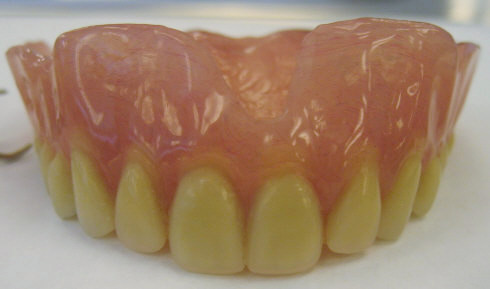

البدلة الكاملة أو البدلة السنية الكاملة أو الجهاز السني الكامل أو طقم الأسنان الكامل (بالإنجليزية: complete denture)‏ (المعروفة أيضًا بالأسنان الزائفة[بحاجة لمصدر]) هي طَبيقَة سهلة النزع تُستخدم عند فقدان جميع الأسنان الموجودة في الفك واحتياج الشخص إلى استبدالها بأسنان اصطناعية. على عكس الأسنان القابل للإزالة، يصنع الطقم الكامل عندما لا يتبقى أسنان في القَوس، لهذا السبب فهو طقم مدعوم بأنسجة حصرًا. يمكن أن يتقابل الطقم الكامل مع مجموعة الأسنان الطبيعية أو طقم الأسنان القابل للإزالة أو الكامل أو طبائق ثابتة أو في بعض الأحيان أنسجة رخوة.

## الوبائيات وأسباب فقدان الأسنان
كان هناك انخفاض في كل من معدل وانتشار فقدان الأسنان خلال العقود الماضية؛ يحتفظ الناس بأسنانهم الطبيعية لفترة أطول. ومع ذلك، ما يزال هناك طلب كبير على الأطقم الكاملة إذ أن أكثر من 10% من البالغين الذين تتراوح أعمارهم بين 50 و64 سنة عديمي الأسنان، إذ يمثل العمر والتدخين والحالة الاجتماعية والاقتصادية عوامل خطورة كبيرة. يمكن أن يحدث فقدان الأسنان بسبب العديد من الأسباب، مثل:
- التسوس السني
- التِهاب اللّثَة وأمراض النسج المحيطة بالسنّ (دواعم السنّ)
- رضح
- الأمراض الخلقية (على سبيل المثال تكون العاج المعيب ونقص تمعدن القواطع والأرحاء)
- خطل أداء الوظيفة

## آثار فقدان الأسنان على الأنسجة الفموية
بعد فقدان الأسنان، يحدث ارتشاف (أو فقدان) للعظم السنخي، ويستمر ذلك طوال الحياة. على الرغم من تفاوت الارتشاف، إلا أن بعض العوامل المعينة مثل مقدار الحشوة المستعملة على الحَرْف وتقنية خلع الأسنان والشفاء المحتمل للمريض تؤثر على ذلك. يمكن تصنيف الحرف السنخي في حالة انعدام الأسنان وفقًا لمجموع العظام في كل من المحورين الرأسي والأفقي:
- الفئة الأولى: المسنن
- الدرجة الثانية: بعد خلع الأسنان مباشرة
- الفئة الثالثة: شكل الحرف مدور، مقبول طولًا وعرضًا
- الفئة الرابعة: شكل الحرف كحد السكين، الارتفاع مقبول والعرض غير مقبول
- الفئة الخامسة: شكل الحرف مسطح، غير مقبول طولًا وعرضًا
- الفئة السادسة: شكل الحرف منخسف، بالإضافة إلى الخسارة الواضحة للقاعدة

ارتشاف العظم السنخي هو أحد الاعتبارات المهمة عند تصميم الأطقم الكاملة. في غياب الأسنان الطبيعية، تعتمد أطقم الأسنان كليًا على الأنسجة الرخوة لدعمها. نتيجة لذلك، تكون القوى التي تضغط على الغشاء المخاطي كبيرة وقد تؤدي بدورها إلى زيادة معدل ارتشاف العظم. لذلك، من أجل ضمان توزيع متساوٍ للقوى على امتداد الغشاء المخاطي، يجب أن تحتوي الأطقم الكاملة على ملحقات عُليا.
تفقد عضلات الوجه في الخدين والشفتين دعمها عند فقدان الأسنان، ما يساهم في ظهور معالم «الشيخوخة» على الفرد. على الرغم من أن الأطقم الكاملة لا يمكن أن تقي من فقدان التوتر العضلي (لأنها ليست مرتبطة بحزم بالجهاز الهيكلي)، إلا أنها تستطيع توفير بعض الدعم الاصطناعي لإخفاء فقدان توتر العضلة. علاوةً على ذلك، ربما يكون أبرز تأثير لفقدان الأسنان من منظور المريض هو فقدان القدرة على المضغ. تتمثل وظيفة الأسنان في المساعدة لمضغ الطعام، وطحنه إلى أجزاء صغيرة يمكن بلعها. يمكّن استعمال الأسنان الاصطناعية من إعادة بعض وظائف المضغ إلى وضعها الطبيعي. ومع ذلك، لا يمكن للأسنان الاصطناعية تعويض كفاءة الأسنان الطبيعية بالكامل لسببين، الأول هو أن الطقم غير مثبت في مكانه مثل الأسنان وبالتالي يجب أن تتحكم فيه العضلات بشكل فعال، والثاني هو ضعف قوى العض بشكل كبير (حوالي 1/6 من الأسنان الطبيعية)، بالإضافة إلى تأثير أطقم الأسنان على الأنسجة الرخوة.

## أساسيات الأطقم الكاملة
تخضع الأطقم الكاملة لمجموعة متنوعة من مقادير قوى التحريك والإزاحة المختلفة، إذ أنها ترتكز على الغشاء المخاطي للفم وعلى مقربة من الأنسجة التي تتغير باستمرار بسبب حركة العضلات. وبالتالي، لكي تكون الأطقم الكاملة ثابتة ومتماسكة، يجب أن تكون القوى التي تسعى لثبات الأطقم في مكانها أكبر من تلك التي تسعى لإزاحتها. يعد الحصول على أقصى درجات الثبات والتثبيت واحدة من أكبر التحديات التي تواجه تركيبة الأسنان بالكامل.

### التثبيت
يمكن تعريف تثبيت التعويضات السنية سهلة النزع على أنها مقاومة القلع الرأسي الذي يمكن أن تُسببه القوى العضلية أو القوى الفيزيائية. يمكن الحصول عليها من ثلاثة أسطح مختلفة للأسنان:
1. السطح الإطباقي
2. السطح المصقول
3. السطح القاعدي (الانطباع)

#### السيطرة على العضلات باستعمال طقم الأسنان
يمكن للعضلات المحيطة بالفم (عضلات الخدين والشفتين) أن تحرّك الأسنان من مكانها. ومع ذلك، يمكن للمرضى أن يتعلموا التحكم بالعضلات وتنسيقها وذلك بالحد من القوى التي تُبذل أو التي تقوم بدور مضاد لمنع هذه الحركة. مع تقدم العمر، تنخفض القدرة على تعلم مهارات جديدة واكتساب مستوى معين من التحكم العصبي العضلي. لذلك، من المتوقع أن يكون الإطار الزمني «التدريبي» للمرضى لتعلم كيفية استخدام الأطقم الكاملة الجديدة بنجاح، أطول للمرضى الأكبر سنًا.

## الانتقال إلى استعمال أطقم كاملة
يجد العديد من المرضى فكرة ارتداء أطقم كاملة مزعجة للغاية. يمكن لهذه الآثار النفسية، إلى جانب التحديات التي تصاحب ارتداء الأسنان الاصطناعية الناجحة، أن تجعل تقبل العلاج أمرًا صعبًا. لذلك، من المنطقي التفكير في طرق مختلفة لانتقال استعمال المرضى الذين لم يفقدوا كل أسنانهم بعد لهذه الطريقة من العلاج، والذين من المتوقع احتياجهم إلى أطقم أسنان كاملة في المستقبل. يمكن الاحتفاظ ببعض الأسنان على المدى القصير أو المتوسط مع أطقم الأسنان الجزئية القابلة للإزالة في البداية ليعتاد المريض على ارتداء الأسنان. بدلًا من ذلك، إذا لم يكن هذا ممكنًا، فينبغي مراعاة إمكانية الاحتفاظ بجذور الأسنان في المواقع المناسبة في الفك العلوي أو الفك السفلي للمساعدة على ثبات الأسنان الاصطناعية.

### طقم أسنان جزئي انتقالي
قد يُحتفظ بالأسنان التي يمكن استعادتها على الرغم من رداءتها على المدى الطويل لنقل المريض إلى الحالة التي لا يمتلك فيها الأسنان عن طريق سلسلة من أطقم الأسنان الجزئية الانتقالية. من المهم أن يتمكن المريض من الحفاظ على تحكم جيد باللويحات السنية خلال هذه الفترة، لأن تطور أمراض اللثة والتهاب دواعم السن سيؤدي بالضرورة إلى مزيد من تدمير العظام التي من المفترض أن تصبح لاحقًا أساسًا لدعم الأسنان. تتطلب أطقم الأسنان الكاملة قدرًا من التحكم العضلي من المريض (مثل رفع اللسان لتثبيت الأسنان العلوية عند العض) ويمكن أن تستمر عملية التكيف هذه لعدة أسابيع أو حتى أشهر. مع تقدم المرضى في العمر، تصبح عملية تعلم وحفظ مهارات جديدة بالإضافة إلى التحكم العصبي العضلي (أي التحكم متى وكيفية تقلص العضلات) أكثر صعوبة. وبالتالي يمكن أن توفر الأطقم الجزئية الانتقالية فترة تدريب للعضلات، قبل توفير أطقم الأسنان الكاملة.

### طقم سني ترفيدي
يتمثل الطقم السني الترفيدي بزراعة أطقم فوق الجذور المنطمرة أو طعوم في الحنك. بالمقارنة مع الأطقم التقليدية الكاملة، فإنها توفر مستوى أعلى من الثبات والدعم للأسنان الاصطناعية. يحتوي الفك السفلي على مساحة سطحية أقل بكثير مقارنة بالفك العلوي، وبالتالي تُحشر الأطقم السفلية أكثر. نتيجة لذلك، توصف الأطقم السنية الترفيدية المخصصة لأسنان الفك السفلي بشكل أكثر شيوعًا من تلك المخصصة للفك العلوي، إذ غالبًا ما توفر اللوحة السنية الدعم الكافي لثباتها.